# Federazione calcistica della Thailandia
La Federazione calcistica della Thailandia (in thailandese สมาคมฟุตบอลแห่งประเทศไทย ในพระบรมราชูปถัมภ์, in inglese Football Association of Thailand, acronimo FAT) è il corpo governativo del calcio in Thailandia a cui spetta la gestione della nazionale di calcio e del campionato locale.
L'organismo è stato fondato nel 1916 ed è membro della FIFA dal 1925 e dell'AFC dal 1957.